# Spaceman (chanson de Babylon Zoo)
Pour les articles homonymes, voir Spaceman.
Singles de Babylon Zoo
Animal Army
(1996)
Spaceman est le premier single du groupe britannique Babylon Zoo sorti en janvier 1996 et extrait de l'album The Boy with the X-Ray Eyes. La chanson est écrite et composée par Jas Mann, le chanteur du groupe.
Des effets électroniques sont largement utilisés, déformant le son des guitares et la voix du chanteur.
Choisi comme support musical d'un spot publicitaire télévisé pour les jeans Levi's, le titre connait un très important succès, se classant en tête des ventes dans plusieurs pays d'Europe (Royaume-Uni où il se vend à plus de 1 161 000 exemplaires), France, Belgique, Allemagne, Autriche, Suède, Norvège, Finlande), ainsi que 3e en Australie et 4e en Nouvelle-Zélande. 

## Liste des titres suivant les supports commercialisés
- 45 tours

1. Spaceman (radio edit) — 4:08
2. Spaceman (the 5th dimension) — 5:09

- CD Single

1. Spaceman (radio edit) — 4:08
2. Metal Vision — 3:48
3. Blue Nude — 2:09
4. Spaceman (the 5th dimension) — 5:09

- CD Maxi

1. Spaceman (radio edit) — 4:08
2. Spaceman (the 5th dimension) — 5:09
3. Spaceman (Arthur meets the spaceman) — 5:56
4. Spaceman (E before I) — 6:37

## Classements hebdomadaires et certifications
| Classement (1996)                       | Meilleure position |
| --------------------------------------- | ------------------ |
| Allemagne (GfK Entertainment)           | 5                  |
| Australie (ARIA)                        | 3                  |
| Autriche (Ö3 Austria Top 40)            | 1                  |
| Belgique (Flandre Ultratop 50 Singles)  | 1                  |
| Belgique (Wallonie Ultratop 50 Singles) | 1                  |
| Europe (Eurochart Hot 100)              | 1                  |
| Finlande (Suomen virallinen lista)      | 1                  |
| France (SNEP)                           | 1                  |
| Irlande (IRMA)                          | 1                  |
| Italie (FIMI)                           | 2                  |
| Norvège (VG-lista)                      | 1                  |
| Nouvelle-Zélande (RMNZ)                 | 4                  |
| Pays-Bas (Single Top 100)               | 3                  |
| Royaume-Uni (UK Singles Chart)          | 1                  |
| Suède (Sverigetopplistan)               | 1                  |
| Suisse (Schweizer Hitparade)            | 2                  |

| Pays                    | Certifications | Unités certifiées |
| ----------------------- | -------------- | ----------------- |
| Allemagne (BVMI)        | Or             | 250 000           |
| Australie (ARIA)        | Or             | 35 000            |
| Autriche (IFPI)         | Or             | 25 000            |
| Belgique (BEA)          | Or             | 25 000            |
| France (SNEP)           | Or             | 250 000           |
| Nouvelle-Zélande (RMNZ) | Platine        | 10 000            |
| Royaume-Uni (BPI)       | Platine        | 600 000           |
| Suède (GLF)             | Or             | 25 000            |